# William Müller

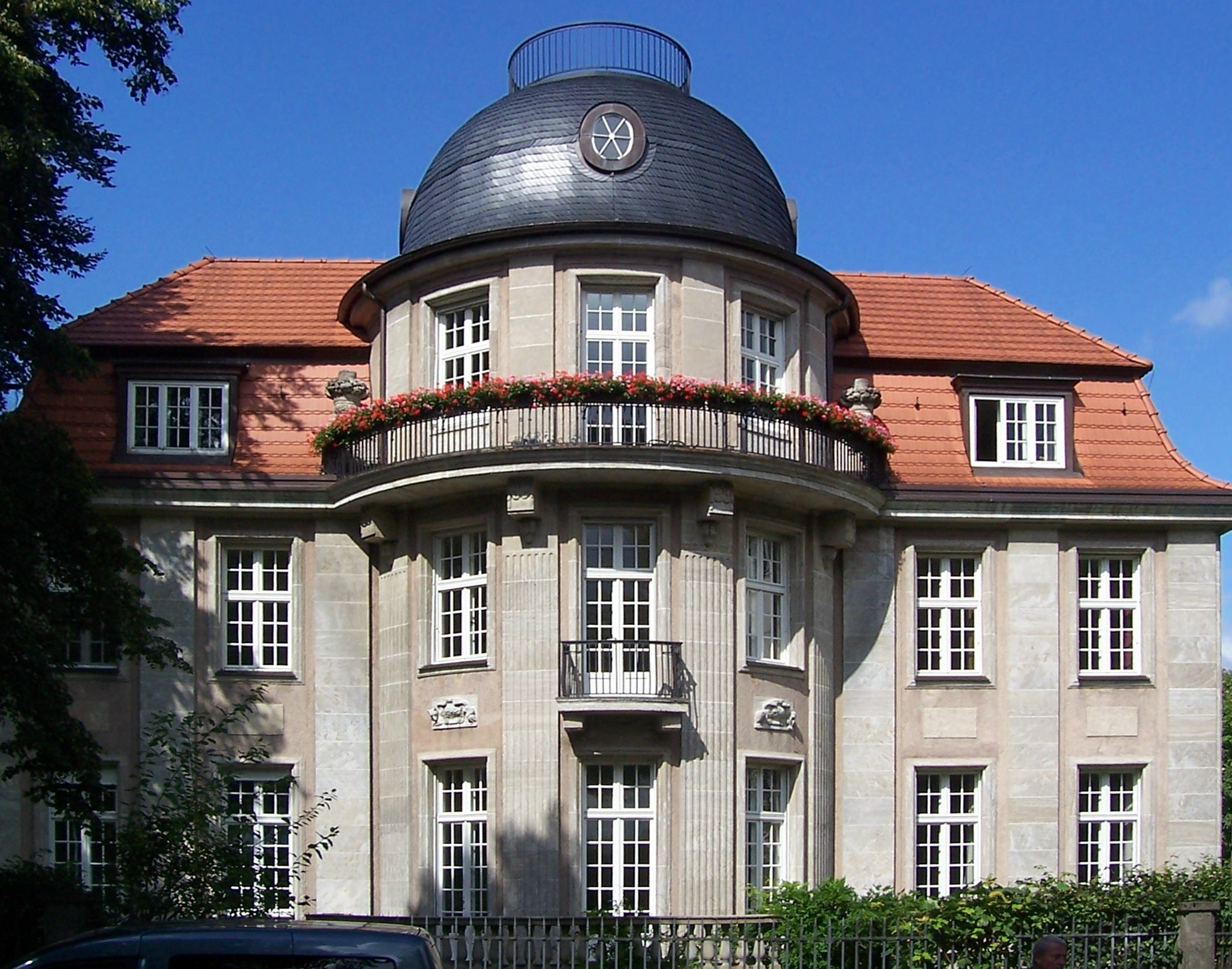
Troplowitz-Haus w Hamburgu

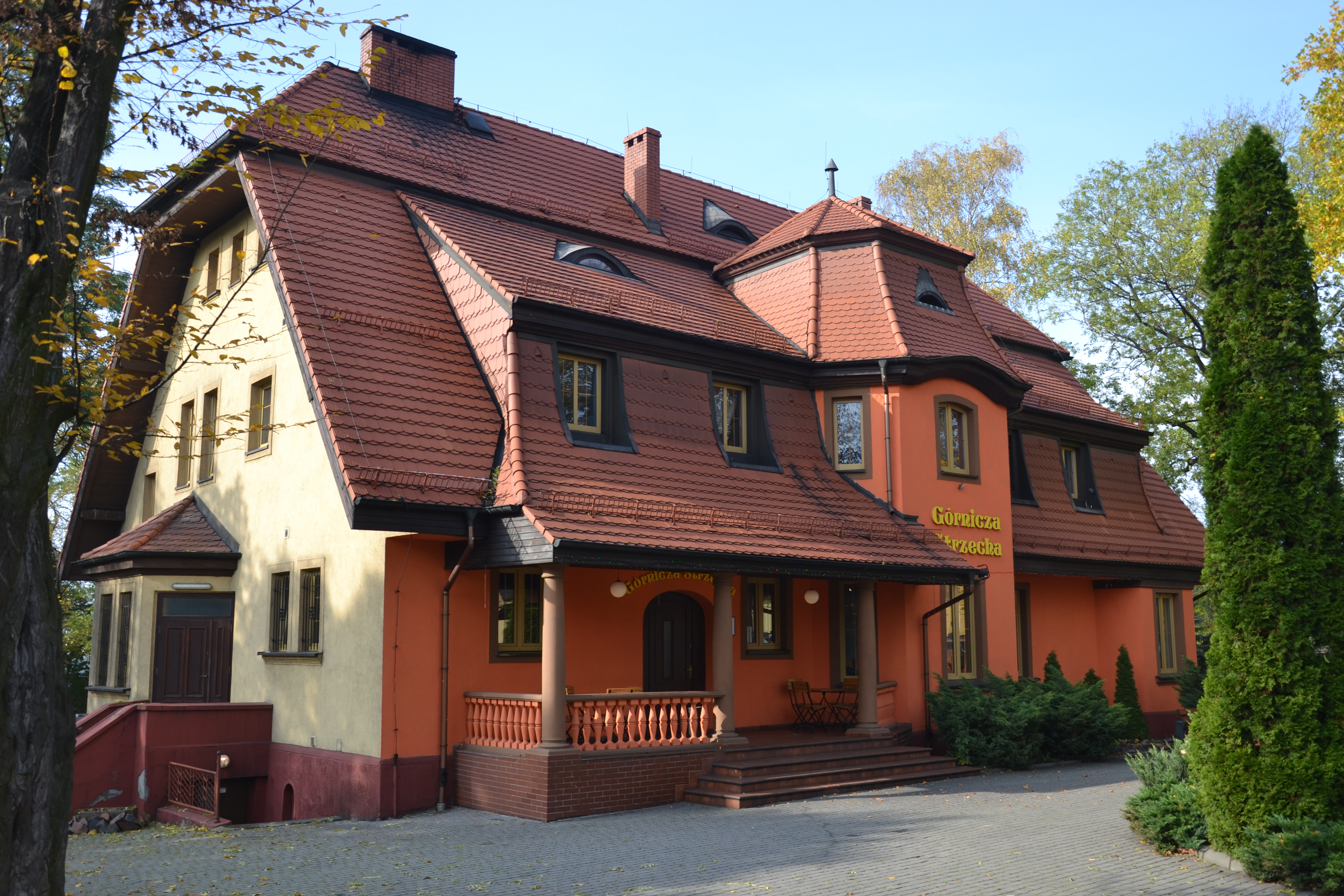
Willa Rudolfa Wachsmanna, dyrektora kopalni "Emma" w Radlinie, projektu Williama Müllera.

William Müller (ur. 31 października 1871 w Großenhain, zm. 12 lutego 1913 w Braunlage) – niemiecki architekt. 

## Życiorys
Jego nauczycielem był Alfred Messel. Był jednym z autorów Kolonii Emma w Radlinie.